# الإمارة الشابية
الإمارة الشابية أو الدولة الشابية هي إمارة عربية إسلامية أسس أصولها أبو مخلوف الشابي في شمال أفريقيا عام (941 هـ/1535م) ثم تولى تأسيسها عرفة الشابي بعد انتهاء الدولة الحفصية في عهد الحسن الحفصي وكانت تتخذ من القيروان المدينة الإسلامية مقرًا وعاصمة لها وتوسعت الإمارة وامتد نفوذها إلى كامل لإفريقية والمناطق المحيطة حولها.
بعد محاولة الأمير محمد بن أبي الطيب الشابي توسيع الإمارة عام 1557 م ، اتصل بأهل طرابلس بدرغوث باشا عندما كان معهم. فأرسل لهم جيشًا لمحاربة التمدد الشبكي الذي هدد التابعين العثمانيين في تلك المنطقة ، ودارت معركة بين جيش إمارة شبيان والدولة العثمانية ، انتهت بسقوط دولة شبيان وقتل حاكمها الأخير.
بلغت الدولة الشابية أوج قوتها وازدهارها في عهد الأمير عرفة بن أحمد الشابي وتمثلت بتوسيع نفود الإمارة إلى مناطق مجاورة لأفريقية من الجنوب والشرق والغرب. احتفظت الإمارة بعلاقات ممتازة مع الدول المحيطة ولم يحدث احتكاك مباشر بين أمراء الإمارة والدول الأخرى. على عكس بعض الدول إذ قامت بين الإمارة وبين مملكة إسبانيا عده حروب وأيضا ضد الدولة العثمانية وأيضا بين آخر أمراء الدولة الحفصية.

## تأسيس الإمارة
بعد سقوط مملكة غرناطة وتهالك الدولة الحفصية خرج عرفة وأعتصم وذهب إلى قبائل القيروان ودعاهم إلى تشكيل جيش لأسقاط الدولة الحفصية والحفاظ على البلاد. وبعد أن تأسست الإمارة أخذ عرفة الأمير الأول زمام الحكم وجمع قبائلها وكون جيش امتد نفوذه إلى العديد من المناطق المحيطة مما جعل أبو عبدالله الحسن الحفصي يراسل ويطلب المساعدة من ملك إسبانيا شارل الخامس فأرسل من الجيش الاسباني ليعيدوا الدولة الحفصية بعد تكون الإمارة الشابية وسقوط حكمة ولكنهم هزموا.
عاد الحسن وجمع جيشه وخرج إلى القيروان لإسقاط الإمارة في بدايتها وافتكاكها من الشابيين فلما وصلها ونزل إلى أرض باطن القرن خرج إليه جيش الإمارة الشابية في القيروان بقيادة عرفة فقاتلوه ليلا فانهزم هو وجيشة وهرب ثم عاد بجيش من جيوش إسبانيا ولكنه لم ينجح في اسقاط الإمارة وهزم 
كونت الإمارة جيش قوي من القبائل قوامة مائة ألف. وكانت الإمارة مستقرة في تلك الفترة لعدة سنوات حتى عاد الأمير الحفصي بجيش من العرب والاسبان لمحاولة احتلال عاصمة الإمارة الشابية انتهت بالخسارة فذهب إلى أوروبا متوجها إلى ملك اسبانيا شارل الخامس لطلب المساعدة بعد خسارته في معاركة ضد الإمارة الشابية.
جمع الحفصيين والإسبان جيشا ومعهم فيلق إسباني بقيادة الفر ساندي وكان قوامه مائة وعشرون ألفًا. في حين كان جيش الإمارة اثنان وعشرون ألفًا بقيادة القائد أحمد بن عرفة.

## حدودها
امتدت حدودها كامل تونس وإلى قسنطينية وجبال أوراس غربًا وطرابلس شرقًا وجنوبُا حتى الصحراء.

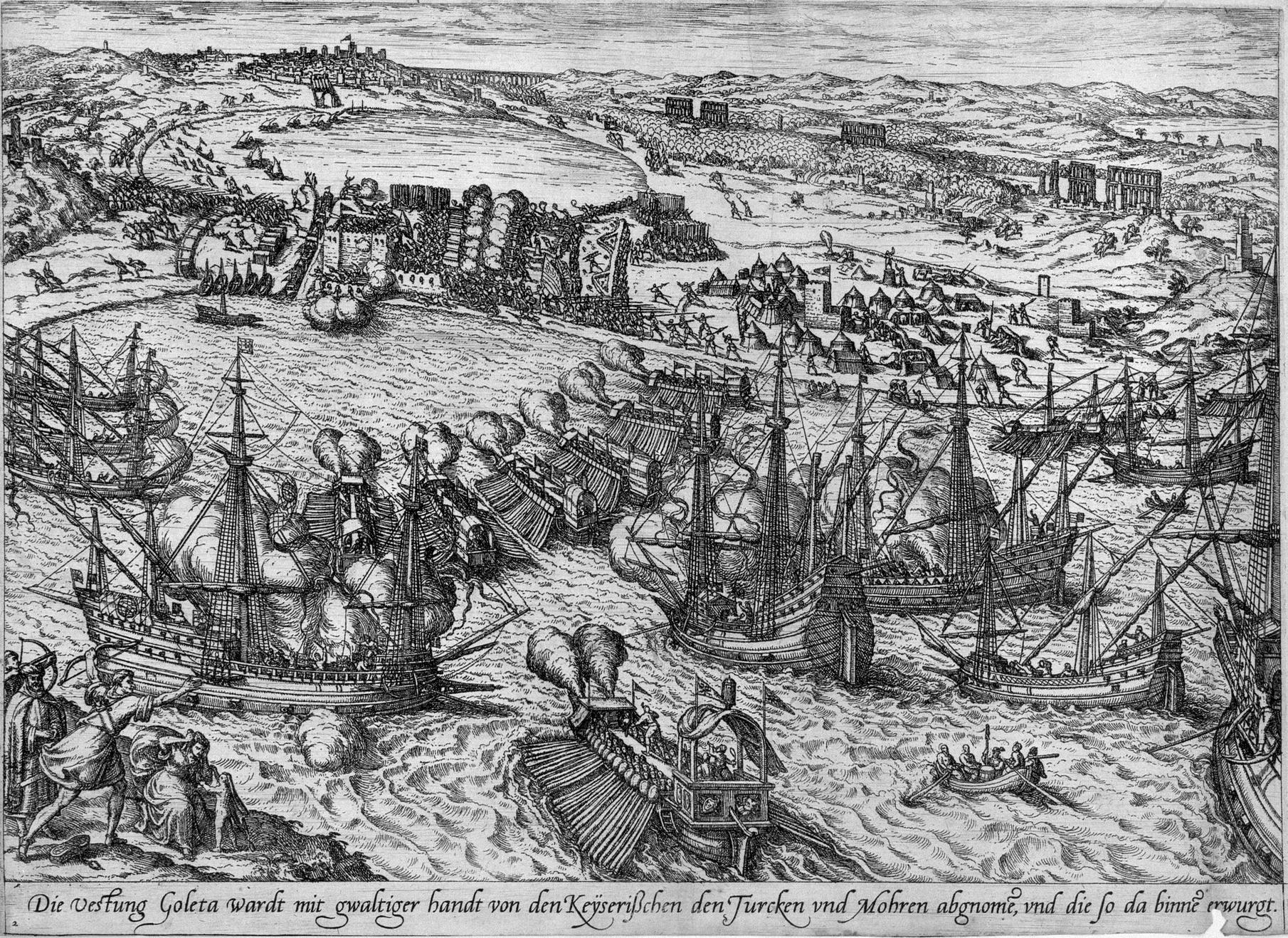
رسمة تعود إلى العهد الشابي لسفن الفيلق الاسباني

## قائمة الأمراء

### الأميرعرفة الشابي
وهو أشهر امراءها والتي كانت الإمارة في عهدة في أوج قوتها وتوسعها وذروتها تولى حكمها 1535 م وانتهت فترة حكمة عند وفاته وهو المؤسس لجيشها.

### الأمير محمد بن أبي الطيب الشابي
بعد وفاة الأمير عرفة تسلم محمد الشابي الإمارة وكانت من أهدافه التوسع إلى باقي المناطق لتوسيع حكم الامارة. ولكنه لم ينجح في ذلك بسبب حروبه مع درغوث باشا التي انتهت في إمارتة الامارة 

## سقوط الإمارة
بعد محاولة الأمير محمد بن أبي الطيب الشابي توسيع الإمارة في عام 1557 م راسل أهل طرابلس درغوث باشا عندما كان عندهم. فأرسل لهم جيشا لمحاربة التوسع الشابي الذي يهدد التابعات العثمانية في تلك المنطقة فحصلت معركة بين جيش الإمارة الشابية والدولة العثمانية انتهت بسقوط الدولة الشابية وقتل آخر أمراؤها. فذهبت القيادة إلى محمد ابن عرفة فذهب إلى الجنوب الغربي من الإمارة وأسس كيان بسيط فيها وذهب إلى الحامية التركية في بسكرة وأسقطها ثم ذهب إلى توزر واستولى عليها. وانتهت الإمارة الشابية نهائيا بوفاة الأمير محمد الزفزاف بن عرفة الشابي في مدينة المكناسي عام 1577 م.